# Malla (ort i Spanien, Katalonien, Província de Barcelona, lat 41,89, long 2,24)
Malla är en ort i Spanien.   Den ligger i provinsen Província de Barcelona och regionen Katalonien, i den östra delen av landet, 500 km öster om huvudstaden Madrid. Malla ligger 544 meter över havet och antalet invånare är 272.
Terrängen runt Malla är huvudsakligen kuperad, men den allra närmaste omgivningen är platt. Runt Malla är det ganska tätbefolkat, med 134 invånare per kvadratkilometer. Närmaste större samhälle är Vic, 4,0 km norr om Malla. Trakten runt Malla består till största delen av jordbruksmark.